# Fragant
Die Fragant ist ein linkes Seitental des Mölltales in der Goldberggruppe in Kärnten. Seine Seitentäler sind die Wurten, die Kleinfragant und die Großfragant.

## Geographie
Das Tal liegt in der Gemeinde Flattach in der Katastralgemeinde Fragant, deren Großteil sie einnimmt. Entwässert wird es durch den Fragantbach. Der Fragantbach hat ein Einzugsgebiet von 69,7 km², das fast vollständig innerhalb des Fraganttales liegt. Höchster Berg ist das Schareck auf der Tauernhauptkette. Auf seiner Südwestflanke befindet sich mit dem Wurtenkees der einzige Gletscher des Tales. Ein bekanntes Wanderziel ist der Sadnig.
Das Fraganttal ist ein typisches Trogtal mit deutlich ausgeformtem Talschluss bei der Vereinigung von Wurten und Kleinfragant. Den Boden nimmt die Ortschaft Innerfragant ein. Nur wenig unterhalb mündet rechts die Großfragant ein. Danach verengt sich das Tal, um in einer Kerbe den Höhenunterschied zum Mölltal zu überwinden. Im Boden des Mölltales befindet sich am Ausgang des Fraganttales die Ortschaft Außerfragant.
Ständig bewohnt ist nur die Innerfragant (58 Einwohner mit Stand 1. Jänner 2024). Die Seitentäler werden almwirtschaftlich und touristisch genützt. Historisch spielten die Säumerei und der Bergbau eine Rolle, insbesondere der Kupferbergbau in der Großfragant, der zeitweise in den Händen der Stampfer lag.

### Nachbartäler
| Kolm-Saigurn         |                                             | Gasteinertal         |
| Zirknitztal Astental | Kompassrose, die auf Nachbargemeinden zeigt | Mallnitzer Tauerntal |
| Kolmitzen            | Mölltal                                     |                      |

## Wirtschaft

### Tourismus

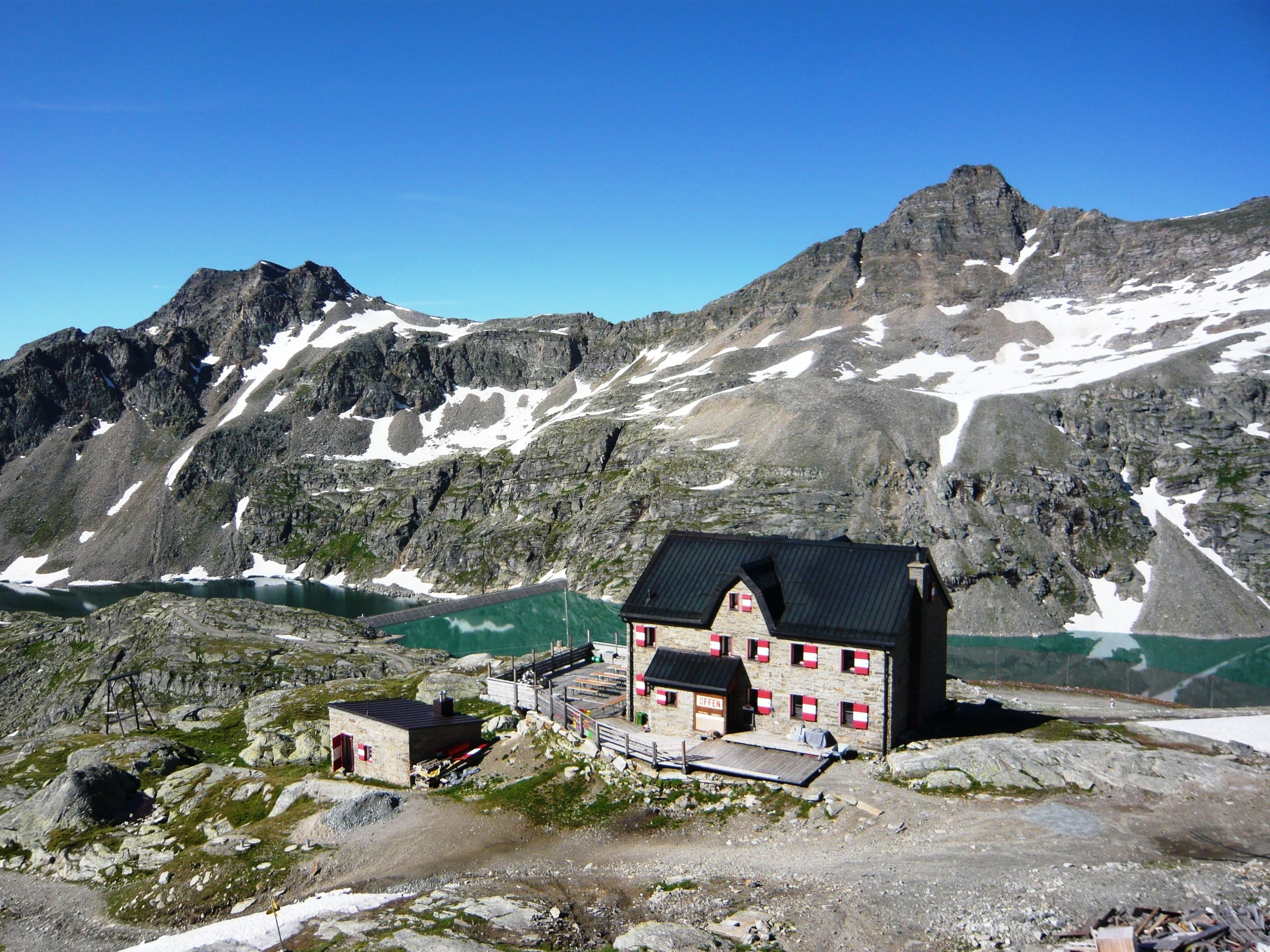
Duisburger Hütte in der Wurten; Im Hintergrund Weißsee und Hochwurtenspeicher

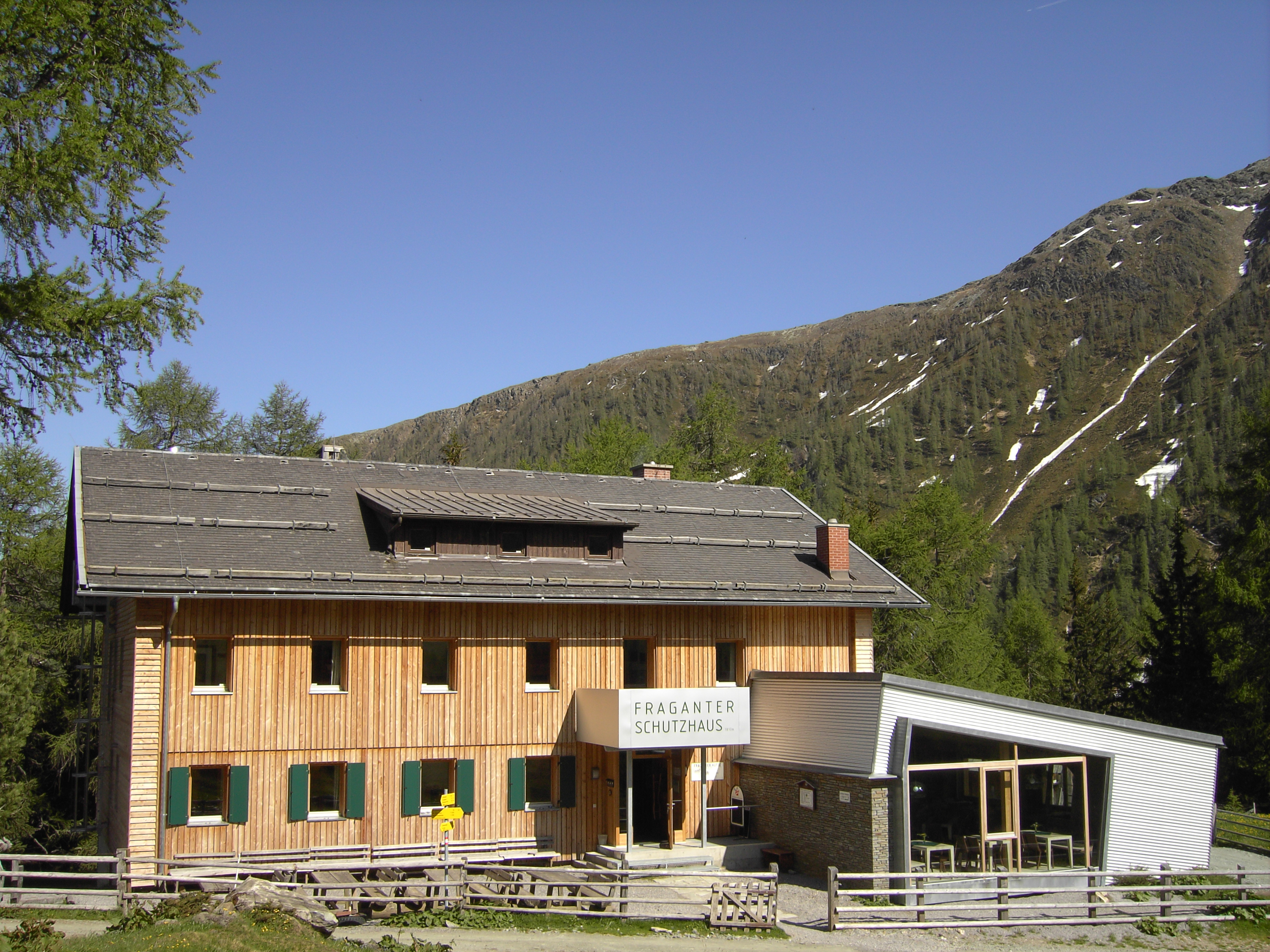
Fraganter Schutzhaus in der Großfragant

- In der Wurten befindet sich das Schigebiet Mölltaler Gletscher.
- Bei Innerfagrant beginnt der Themenwanderweg Rollbahn Großfragant

### Schutzhütten
- Duisburger Hütte (Wurten)
- Weißseehaus (Wurten)
- Fraganter Schutzhaus (Großfragant)
- Feldseebiwak (Feldseescharte, am Übergang zum Mallnitzer Tauerntal)

### Energiewirtschaft
In der Fragant befindet sich ein wesentlicher Teil der Anlagen der Kraftwerksgruppe Fragant, die jedoch weit über das Tal hinausgreift, bis in das Fleißtal und in die Kreuzeckgruppe.

## Bilder

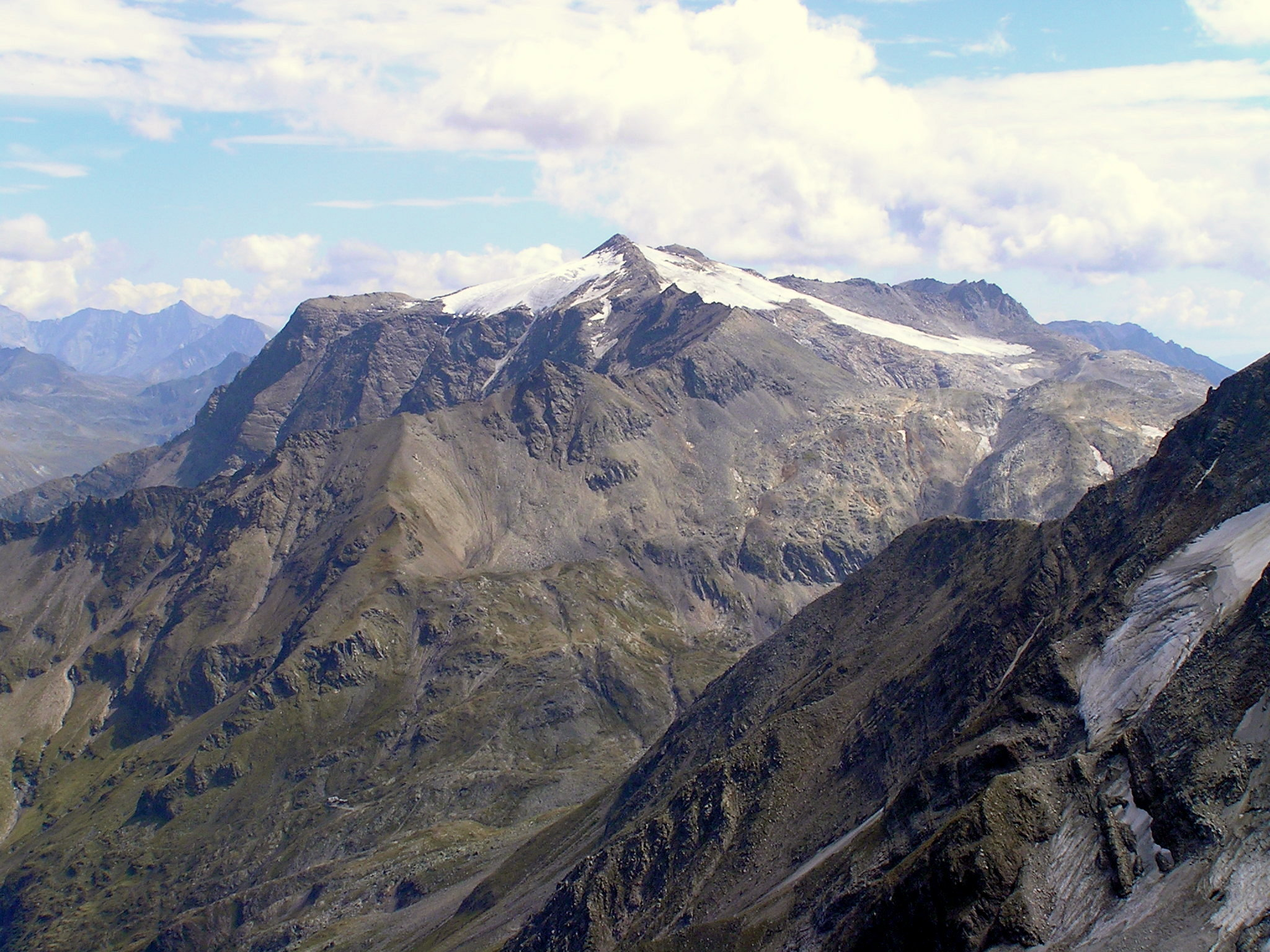
Schareck und Wurtenkees von Kolm-Saigurn
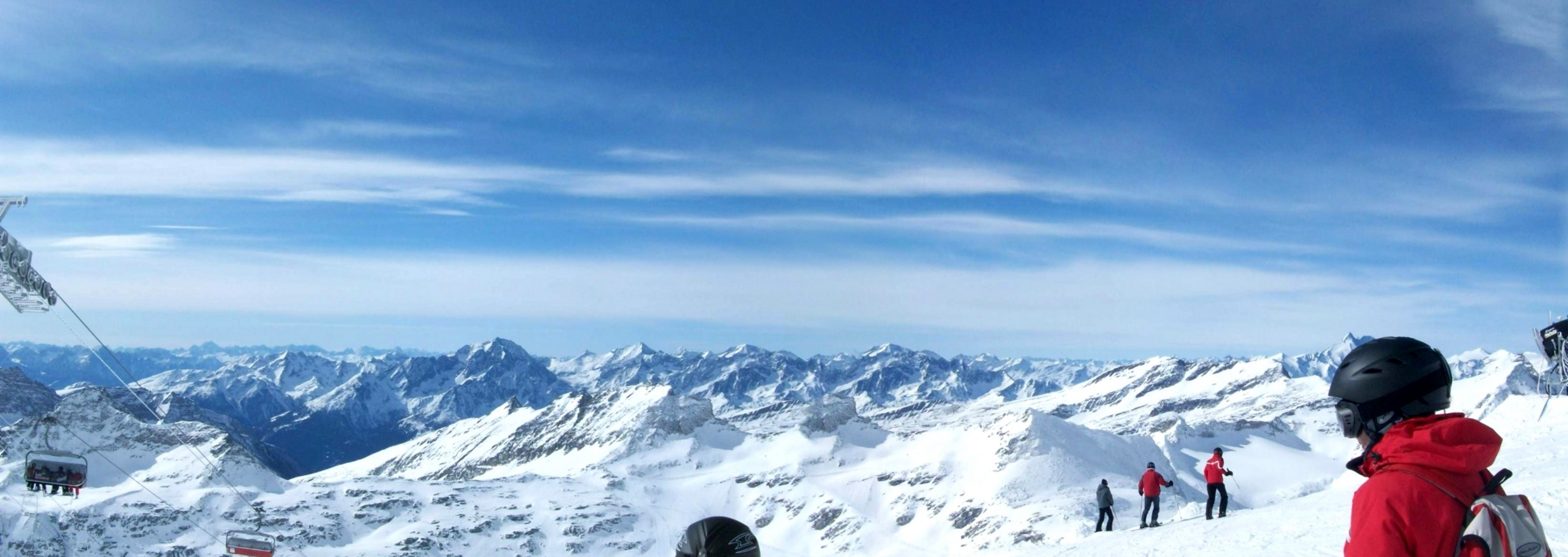
Ausblick vom Schareck
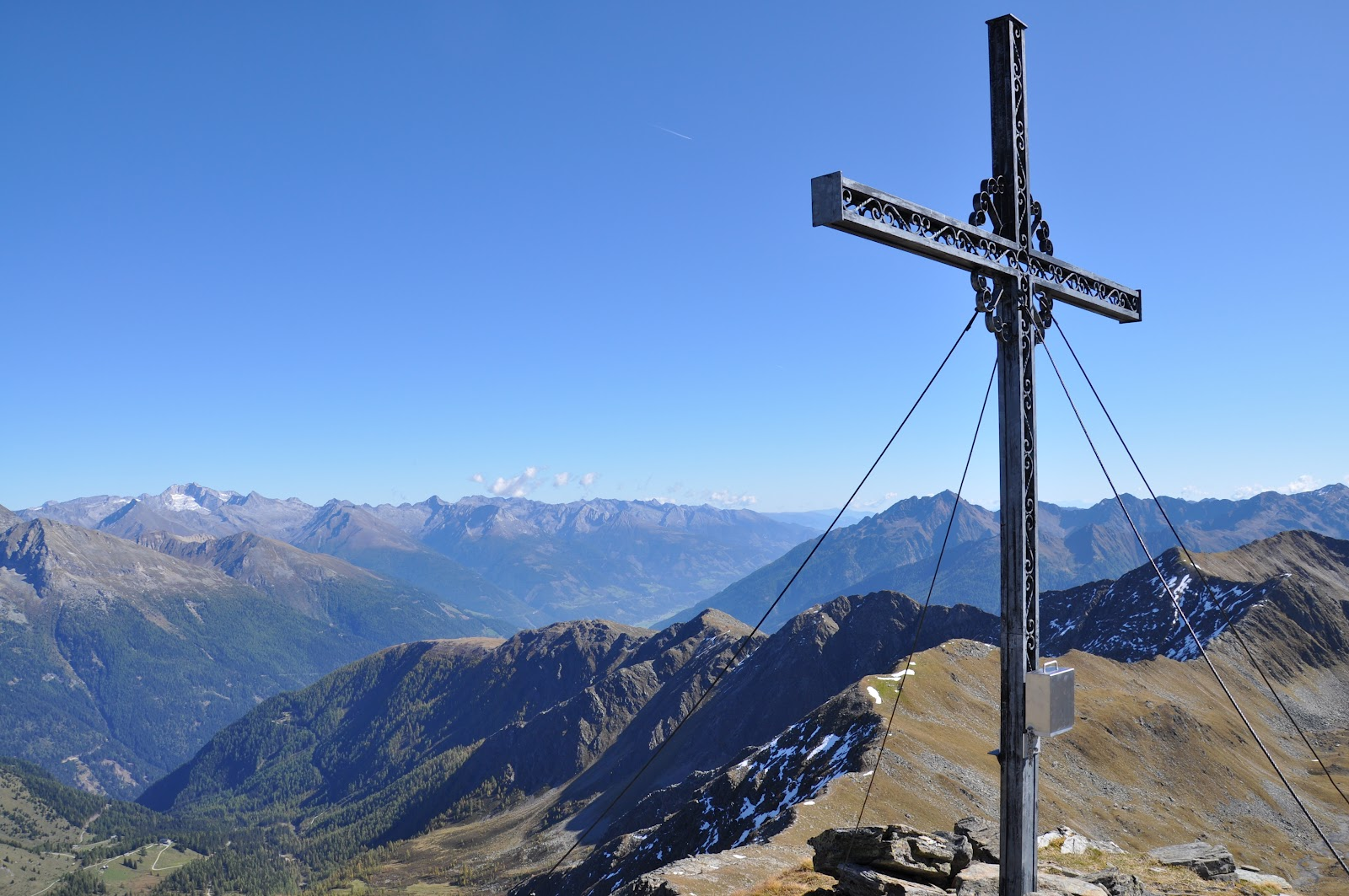
Blick vom Sadnig in die Großfragant